# Panzer Division Marduk
Panzer Division Marduk è il sesto album in studio della band black metal svedese dei Marduk. Uscito nel marzo del 1999 per la Osmose Productions è, al momento, il loro disco di maggior successo.

## Il disco
Panzer Division Marduk è il secondo capitolo della trilogia "sangue, guerra e morte", incominciata con il disco precedente Nightwing (1998) e conclusa poi con La Grande Danse Macabre (2001). Il tema centrale è la guerra, e più precisamente la seconda guerra mondiale, argomento che appassiona da tempo il chitarrista della band Morgan Steinmeyer Håkansson.

### Origine
I Marduk avevano pianificato l'album fin dal 1995. Doveva essere una sorta di risposta a Reign in Blood degli Slayer, considerato l'album più brutale degli anni ottanta; nelle intenzioni dei membri del gruppo, l'album dei Marduk doveva diventare il disco "più brutale degli anni novanta". Solamente la canzone del titolo esisteva già essendo stata scritta nel 1994, ma era ancora senza testo. Nel 1995 fu elaborato il concept del nuovo album, e di conseguenza furono composte la maggior parte delle canzoni, mentre i testi furono scritti nei due anni seguenti.

Il chitarrista Morgan Steinmeyer Håkansson ha dichiarato in un'intervista concessa a Götz Kühnemund di Rock Hard, che la band aveva realizzato l'album principalmente per sé stessa e suonava questo tipo di canzoni preferibilmente dal vivo: 
(Morgan Steinmeyer Håkansson, intervista a Rock Hard)
Il cantante Legion ha anche affermato che la band voleva che l'album "creasse la colonna sonora di un campo di battaglia, catturando in qualche modo l'essenza musicale della guerra" e che il carro armato fosse "il più terribile messaggero di morte, la più temibile macchina da guerra, il massimo distruttore".
Al momento della pubblicazione, la guerra in Jugoslavia era in pieno svolgimento, e la tematica "guerrafondaia" del disco generò alcune critiche da parte della stampa ma Håkansson dichiarò a proposito che il concept del disco era antecedente agli eventi bellici nella ex-Jugoslavia e che lui personalmente "non aveva assolutamente alcuna opinione sull'attacco della NATO e di non volere fare commenti in proposito". Come musicista, egli aggiunse, non aveva "alcun interesse a commentare la situazione politica mondiale; che non ha assolutamente nulla a che fare con i Marduk". Ci sono sempre guerre nel mondo, è nella natura dell'uomo, e la band non voleva in nessun modo "essere collegata alla guerra in Jugoslavia".

### Stile musicale e testi
In Panzer Division Marduk il tema principale è come sempre la lotta contro il cristianesimo - anche se questa volta il simbolismo è ancora più diretto e "guerriero" soprattutto in tracce come Christraping Black Metal che ha un testo blasfemo vero e proprio. Musicalmente l'album è veloce e aggressivo e offre poca varietà limitandosi a un susseguirsi di power chord, senza variazioni significative. Coerentemente con l'argomento portante del disco, nell'introduzione dei vari brani sono presenti campionamenti di rumori di guerra. Nel 2001 i Marduk, con il seguente album La Grande Danse Macabre si discosteranno significativamente dallo stile di Panzer Division Marduk; Håkansson aveva annunciato nel 1999 che il seguente album probabilmente non sarebbe stato un "Panzer Division Marduk parte II".

### Copertina
L'artwork è tutta una citazione: copertina con carro armato (curiosamente non un Panzer tedesco, ma un Centurion britannico del dopoguerra) con il cannone che punta direttamente verso l'osservatore, e cartucciera, lanciarazzi Panzerfaust, illustrazioni di vecchi progetti di missili V2, città in rovina, e addirittura una vecchia foto che mostra l'Armata Rossa che marcia trionfante per la Berlino sconfitta e rasa al suolo.
Il disco è stato ristampato nel 2008 dalla Blooddawn Productions insieme con la Regain Records. La nuova versione ha l'audio rimasterizzato, una nuova copertina (nella vecchia versione Osmose Productions è presente un carro armato Centurion Mk5 inglese modificato che serviva nell'esercito svedese, lo Stridsvagn 104, mentre nella nuova un carro tedesco modello Tigre) e conta l'aggiunta di due tracce bonus e un video amatoriale della canzone Panzer Division Marduk. Nelle successive ristampe è stata ripristinata la copertina originale.

## Accoglienza
| Recensione      | Giudizio |
| --------------- | -------- |
| Metallized.it   | 85/100   |
| TrueMetal.it    | 100/100  |
| MetalItalia.com | [ 6 ]    |
| Sputnikmusic    | [ 7 ]    |

A causa della sua durata di circa 30 minuti e della sua alta velocità rispetto agli altri album, Panzer Division Marduk viene spesso definito il Reign in Blood del black metal; però a differenza di Reign in Blood degli Slayer con le sue caratteristiche pause, cambi di tempo e assoli, le canzoni dell'album dei Marduk sono molto simili tra loro, e quindi l'album sembra molto monotono all'ascolto da parte dei non appassionati del genere.
L'album è stato accolto molto positivamente da un lato, e dall'altro molto criticato per la sua monotonia. Toby della rivista Metalglory ha descritto l'album come "uno dei migliori e più veloci lavori black metal di tutti i tempi", per il quale i Marduk "non otterranno un premio per l'innovazione", ma "uno per la qualità ludica. Qui tutto si adatta alla perfezione all'atmosfera del disco!". Bad Peon di The Underground Empire Metal Megazine ha criticato il paragone con gli Slayer, tuttavia, ha definito Panzer Division Marduk "un disco impressionante, ma probabilmente più da regalare che da ascoltare". Giovanni Serba di Allmusic si riferisce all'album come "la vera definizione di metal estremo".

## Tracce
1. Panzer Division Marduk - 2:39
2. Baptism by Fire - 3:51
3. Christraping Black Metal - 3:46
4. Scorched Earth - 3:37
5. Beast of Prey - 4:07
6. Blooddawn - 4:20
7. 502 - 3:14
8. Fistfucking God's Planet - 4:28

Bonus track della versione Blooddawn Productions
1. Deathride
2. Todeskessel Kurland
3. Panzer Division Marduk (Video)

## Formazione
- Morgan Steinmeyer Håkansson - chitarra
- Erik "Legion" Hagstedt - voce
- B. War - basso
- Fredrik Andersson - batteria